# Series 7000 y 9000

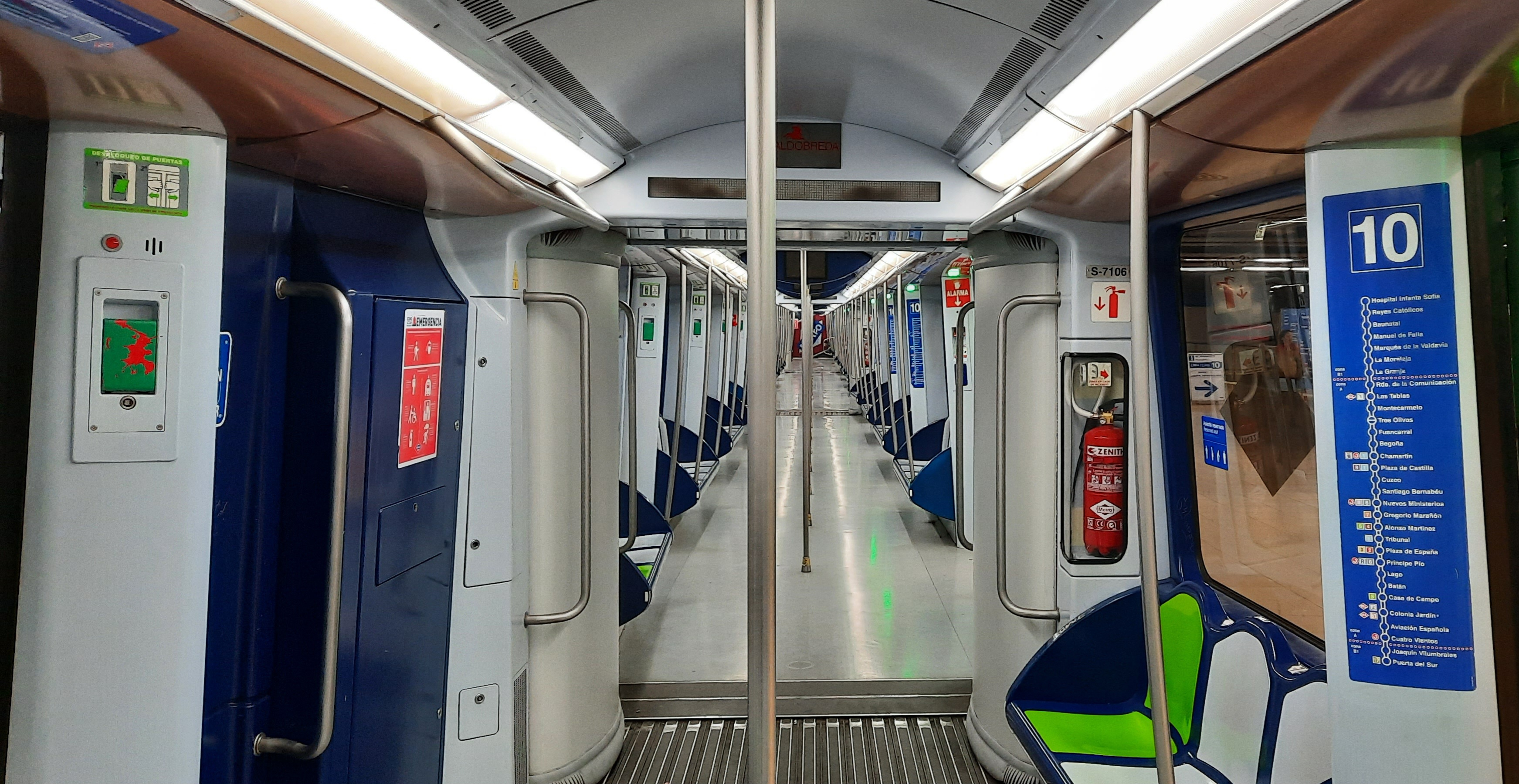
Interior de un tren serie 7000 en la línea 10.

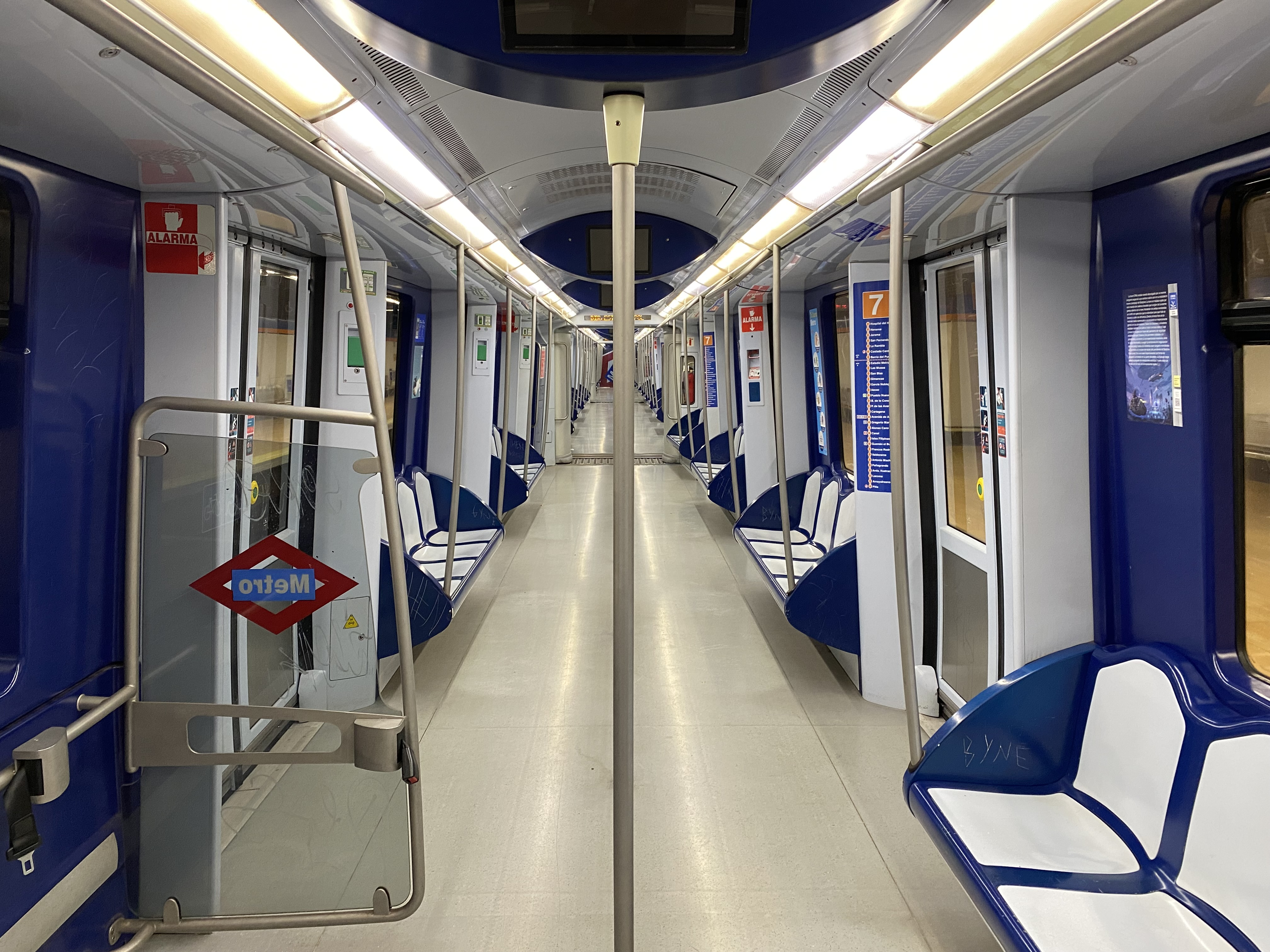
Interior de un tren serie 9000 en la línea 7.

Las series 7000 y 9000 son unas series de unidades móviles del Metro de Madrid construidas por AnsaldoBreda que prestan servicio a las líneas 7, 9, 10, 11 y 12. Mayoritariamente la línea 10 está servida por unidades de la serie 7000 en su tramo Puerta del Sur - Tres Olivos; la línea 7 por unidades de la serie 9000. También se empezó su introducción en la línea 6 con unidades bitensión, sin embargo dicha introducción se paralizó tras el accidente de un convoy en la estación de Moncloa, sin que se produjeran daños personales de consideración. Finalmente las unidades 7000 y 9000 que circulaban por la línea 6 fueron retiradas de la circulación y se volvieron a introducir los coches que se encontraban retirados de la serie 5000, más antigua. A finales del año 2010 se incorporaron nuevas unidades ferroviarias de la serie 8000 bitensión en la línea 6.
Ambas series están diseñadas por Pininfarina.

## Historia
La serie 7000 se construyó para prestar servicio en la línea 10 tras su ampliación a Puerta del Sur y conversión de 600 a 1500 Vcc. Algunas unidades 7400 (bitensión) se introdujeron también en la línea 6 hasta su posterior retirada. 
A partir del 25 de septiembre de 2006 comenzaron a circular por la línea 7 las nuevas unidades de la serie 9000 en composiciones de seis coches MRSSRM monotensión a 1500 Vcc, y meses después las 9400 bitensión a 600/1500 Vcc por la línea 6. En la primavera de 2007 comenzaron a circular la serie 9700 (composiciones de tres coches MRM monotensión) a 1500 Vcc por los nuevos tramos de MetroNorte y MetroEste de las líneas 7 y 10. Son en total 52 trenes tipo boa, que han supuesto a la Comunidad de Madrid una inversión de 450 millones de euros.
A partir del 19 de mayo de 2014 comienzan a circular por la línea 9 para cubrir el hueco dejado por la serie 6000 vendida al Subte de Buenos Aires.
A partir de febrero de 2021, la serie 9700 comenzó a circular también por la línea 12 y desde el 15 de enero de 2025, por la línea 11, además de los 9700 en doble composición en la línea 10A. Desde el 29 de mayo de 2025 también empezaron a circular 9700 en doble composición en la línea 7A. 

## Características
Las series 7000 y 9000 son de gálibo ancho (1445 mm de anchura de vía, y 2,8 m de ancho de caja), y de 107 m de largo.
En el momento de introducir la serie 7000, se introdujo también la serie 8000 de CAF de características similares. Sin embargo finalmente Metro de Madrid se decantó por continuar con la adquisición de trenes de la serie 7000 y abandonar la adquisición de trenes de la serie 8000 salvo para adquirir posteriormente unidades S para la línea 8, de tal manera que las composiciones iniciales MRM se convirtieron en MRSM.
Aunque la adquisición de la serie 8000 fue abandonada, volvieron a circular en la línea 6 en composición MRM-MRM.

### Unidades
- 3 coches. En formación MRM,[2] constituidos por los coches 9700. Usados actualmente en las líneas 7B (MetroEste), 10A y 7A en doble composición ,11 y 12 (MetroSur).
- 6 coches. En formación MRSSRM,[2] usada por todos los 7000 y en el resto de los 9000. Los 7000 monotensión son usados en la línea 10, los 7400 y 9400 bitensión son usados en la línea 9 (a 600vcc) y los 9000 monotensión en la línea 7 y línea 10

Adicionalmente los 9700 se dividen en dos grupos, aquellos que tienen CBTC instalado (8 unidades) y los que tienen Distancia Objetivo instalado (12 unidades), el primer grupo opera en la 7A, 7B y 11, mientras el segundo lo hace por la 10A y 12, aunque excepcionalmente se les puede ver en la 7B y 11. Esta división ocurre ya que los trenes con CBTC solo tienen una velocidad máxima de 70km/h fuera de zonas con CBTC (En esencia, la 7B), por tanto, en líneas largas con altas velocidades puntas como la 10 y la 12, su presencia perjudicaría la marcha de la línea de forma significativa, mientras que la 7A y 11 al ser más lenta en el primer caso y más corta en el segundo no suponen tanto problema. Esta misma limitación ocurre con los trenes con Distancia Objetivo en zonas con CBTC, pero el menor recorrido de la línea 7B no genera tanto perjuicio. Los 7000 y 9000 de 6 coches tienen todos Distancia Objetivo. 

### Interior
Todos los coches se encuentran revestidos con plásticos en el interior y cuentan con trampillas de aluminio para ventilación en la parte superior.
Cuentan con 178 asientos y caben 1096 personas de pie. También disponen de plazas reservadas para sillas de ruedas que cuenta con cinturón de seguridad.
Cada coche tiene 8 puertas dobles de un ancho de 1,3 m. La altura del piso con respecto a la vía es de 1,125 m y la unidad entera tiene una altura máxima de 3,65 m.

### Sistema de tracción
La mayoría de las unidades funcionan a 1.500 V de corriente continua, aunque hay unidades bitensión (subserie 7400 y 9400), que pueden funcionar tanto con 1.500 V como a 600 V. Los equipos de tracción de la subserie 9400 sí son propiamente bitensión, sin embargo los de la subserie 7400 son los mismos que los de la serie 7000 monotensión pero con un chopper elevador en los coches remolque para elevar los 600 V que recibe de la catenaria (en caso de ir a esa tensión) a 1.500 V para los motores, por lo que si falla, se convierte en un tren monotensión a 1.500 V (como ha sucedido en ocasiones con alguna unidad, quedando restringida a circular por una línea de 1.500 V hasta la reparación de su chopper elevador). Los 7400 y 9400 son los que se introducen en la línea 6, aunque actualmente se las puede ver prestando servicio en la línea 9, debido a la retirada de los AnsaldoBreda en la línea 6 y la venta de la serie 6000 al Subte de Buenos Aires. Cuentan con 16 motores asíncronos trifásicos por unidad con una potencia máxima de 198 kW y 1800 rpm.

## Mejoras de serie 9000

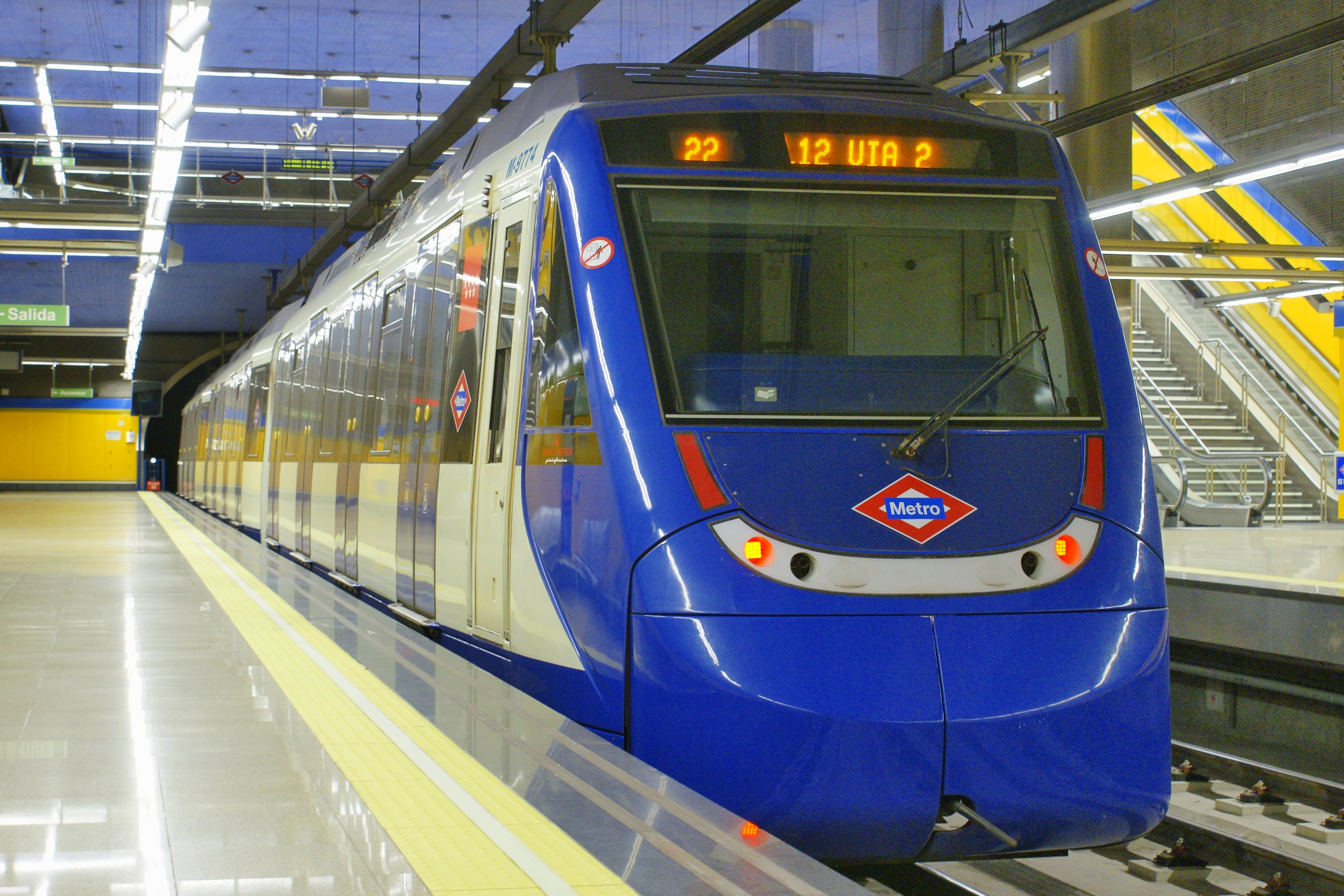
Tren de la serie 9700 prestando servicio en la línea 12

Las únicas diferencias estéticas de la serie 9000 respecto a la 7000, son cambios como la eliminación de la imitación madera del techo y el cambio de la franja superior roja de las puertas a un color azul, además de pintar el inferior de estas de azul también. Mecánicamente el tren, aunque basado en la serie 7000, tiene diversas mejoras que lo hacen más fiable, eliminando por ejemplo el característico zumbido de la serie 7000, y teniendo una marcha más suavizada respecto a sus antecesores. También tiene mejoras en el acceso al tren para discapacitados, señales luminosas de cierre de puertas para personas con problemas auditivos y una importante mejora en el sistema de emergencia. Así pues parece que esta serie ha solventado los problemas técnicos que ha ocasionado la serie 7000, si bien mantiene algún fallo que en origen trae la serie 7000 y que no han sido solventados, como por ejemplo falsos arranques del tren al circular en modo "ATO" (conducción semiautomática), que aunque ocurren en todas las series, estas en particular son mucho más susceptibles, necesitando en ocasiones un segundo e incluso un tercer intento para iniciar la marcha.

## Más información
- Metro de Madrid
- Ficha técnica del 7000 (pdf)
- Características del 9000 (pdf)

- Datos: Q6125877